# Dante Zavatarelli
Dante Aldo Zavatarelli (Buenos Aires, 6 de noviembre de 1937-ibídem, 4 de diciembre de 2017) fue un periodista deportivo, docente y director técnico argentino de extensa trayectoria en medios gráficos, radiales y televisivos. En sus últimos años se encontraba retirado de los medios y se desempeñaba como rector de la Tecnicatura en Periodismo del Instituto 20 de Junio, en la ciudad de San Isidro.

## Actividad profesional
Inició en la universidad estudios de medicina, abogacía y sociología y llegó a aprobar materias de las mismas pero no finalizó ninguna, si bien estudió y llegó a tener el título de director técnico de fútbol. Su padre, Aldo Zavatarelli, se desempeñó en la década de 1940 junto a Edmundo Campagnale, fundador del programa La Oral Deportiva que se transmitía por Radio Rivadavia y Dante tuvo su trayectoria más prolongada trabajando en ese programa, junto a su director José María Muñoz. Allí fue compañero en distintas épocas de los periodistas Enzo Ardigó, Marcelo Baffa, Julio César Calvo, Osvaldo Caffarelli, Horacio García Blanco, Enrique Macaya Márquez, Juan Carlos Morales, Enrique Sacco y Roberto Reina, entre otros. Integró el elenco del programa Todos los  goles, que hasta la aparición de la empresa Torneos y Competencias se transmitía por Canal 9 en la década de 1980 referido a todos los partidos del fin de semana y participó en el programa Polémica en el fútbol. Uno de los últimos trabajos en radio lo llevó a cabo en Radio La Red, colaborando en las transmisiones de Jorge Bullrich y su equipo (Diego Basílico, Diego Iaccarino, Daniel Caire, Carlos Cárrega, Juan Carlutti y otros).
Zavatarelli hizo la cobertura periodística de Juegos Olímpicos y campeonatos sudamericanos, panamericanos y mundiales de básquetbol, fútbol, hockey y patín carrera, y se le recuerda como uno de los periodistas que cubrió en Montevideo el partido final del 4 de noviembre de 1967 en el que el Racing Club de Avellaneda derrotó al Celtic Football Club de Escocia, ganando la primera Copa Intercontinental para Argentina.

### Como escritor
Escribió los libros In corpore sano y Deporte y poder. Vínculos y consecuencias y además de su labor docente fue disertante y panelista en simposios y congresos de deporte y participó en el filme Yo gané el prode... y Ud.? dirigida en 1973 por Emilio Vieyra.

## Características personales
La voz de Zavatarelli era inconfundible, fácil de identificar, y cada transmisión la comenzaba con la frase "Augurios de una tarde feliz". Por otra parte, su imagen quedó asociada con el moñito que siempre usaba en lugar de corbata; Zavatarelli contaba que era una costumbre que tenía desde el colegio secundario y que una vez casi renunció a un canal de televisión porque le dijeron que se pusiera corbata. Era de conocimiento público su afición por el Racing Club, cuya sala de prensa lleva su nombre. Fue socio vitalicio del Círculo de Periodistas Deportivos, cuyo Tribunal de Honor integró.

## Carrera post periodismo
Zavatarelli, que aseguraba que nunca hay que dejar de aprender, era, en los últimos años, ya retirado de los medios, profesor en varias universidades y rector de la Tecnicatura en Periodismo del Instituto 20 de Junio, en San Isidro.

## Fallecimiento
Falleció el 4 de diciembre de 2017 debido a un infarto. Durante el momento de partir, se encontraba tomando un helado junto a su hijo.